# Sacculina triangularis
Sacculina triangularis är en kräftdjursart som beskrevs av Anderson 1862. Sacculina triangularis ingår i släktet Sacculina, och familjen Sacculinidae. Arten är reproducerande i Sverige.